# Manoel Ribas
Manoel Ribas ist ein brasilianisches Munizip in der Mitte des Bundesstaats Paraná. Es hat 14.240 Einwohner (2022), die sich Manoel-Ribenser nennen. Seine Fläche beträgt 571 km². Es liegt 902 Meter über dem Meeresspiegel.

## Etymologie
Ursprünglich trug der Ort den Kaingang-Namen Campina do Corumbataí. Als Distrikt von Pitanga wurde er dann Campina Alta (deutsch: Hohe Lichtung) genannt. Am 5. Juli 1955 wurde er per Staatsgesetz Nr. 2398 umbenannt und bekam den Namen Manoel Ribas. Damit wurde der Bundesinterventor Manuel Ribas geehrt, der von 1932 bis 1945 Staatsoberhaupt von Paraná gewesen war.

## Geschichte

### Besiedlung
Die Region, in der die Stadt Manoel Ribas gegründet wurde, war von den Kaingang-Indianern bewohnt, die dem Eindringen von Weißen in den unwirtlichen Sertão feindlich gegenüberstanden. Die ersten Weißen kamen in den 1860er Jahren aus der Colônia Tereza (heute: Candido de Abreu), die wegen des Scheiterns des Projekts des französischen Idealisten Jean Maurice Faivre (1795 bis 1858) und wegen Malaria und Gelbfieber die Kolonie verließen. Diejenigen, die in der Campina do Corumbataí ankamen, hatten jedoch zahllose Konflikte mit den Indianern.
Die Ländereien, die Cezar Lamenha Siqueira gehörten, wurden nach und nach aufgeteilt und von den neu angekommenen Bewohnern gekauft. Um 1927 kam neben anderen Pionieren auch Fabrício Antonio Getúlio, der eine Fläche von etwa 2000 Alqueires (48 km²) erwarb. Er sorgte für die Ankunft einer großen Anzahl von Siedlern aus Candido de Abreu.
Sie siedelten sich in der Nähe des Baches Água dos Lemes an, um ihre Gemeinschafts-Monjolos (mittels Gnepfen angetriebene Mahlwerke) zu errichten. Zu den wichtigsten Familien, die hierher kamen, gehören Lemes, Borges, Menjon, Prachedes, Miciano und Lacerda.
Um die 1940er Jahre entstand die Ortschaft Campininha oder Campina Alta, die zunächst der Hauptsitz der Gleba Santo-Antonio der Familie Lamenha Siqueira war. César Lamenha Siqueira hatte zusammen mit Edmundo José Hauer Interesse am Bau einer Stadt. Er förderte den Bau von Straßen, Häusern, einer Kirche und einer Schule sowie anderer gemeinschaftliche Einrichtungen. Die Anreize für die Ansiedlung neuer Gewerbebetriebe gaben dem Ort den Status eines Bezirks der Gemeinde Pitanga.
Die Wirtschaft bestand anfangs in der Schweinezucht. Es wurde nur Mais angebaut, um die Schweine zu füttern. Sie wurden verkauft und zu Fuß nach Candido de Abreu, Reserva, Ponta Grossa und anderen Orten getrieben. Manche Tiere kamen von der Herde ab. Nachfolgende Treiber nahmen das verlorene Schwein mit. Unterwegs schlachteten sie Schweine und machten Charqui (Trockenfleisch), um sich zu ernähren, denn die Reise dauerte je nach Zielort etwa 30 Tage für Hin- und Rückweg.
Die ersten Siedler kamen aus dem Süden des Bundesstaates Santa Catarina. Die Bevölkerung von Manoel Ribas besteht vorwiegend aus Nachkommen deutscher, ukrainischer und italienischer sowie polnischer und portugiesischer Immigranten. Von ihnen stammen einige der heute noch gepflegten Traditionen, Bräuche und Sitten.
Im Gesundheitsbereich wurde der Ort anfangs regelmäßig von Ärzten aus anderen Orten betreut. Auf Initiative einiger Anwohner wurde ein kleines Holzkrankenhaus errichtet, für dessen medizinische Betreuung Ärzte aus Ivaiporã zuständig waren. Für die Sicherheit sorgte Inspektor Donato Borges und der erste Delegado (deutsch: Polizeipräsident) war Osório Meira.

### Erhebung zum Munizip
Manoel Ribas wurde durch das Staatsgesetz Nr. 90 vom 14. November 1951 aus Pitanga ausgegliedert und in den Rang eines Munizips erhoben. Es wurde am 8. Januar 1956 als Munizip installiert.

## Geografie

### Fläche und Lage
Manoel Ribas liegt auf dem Terceiro Planalto Paranaense (der Dritten oder Guarapuava-Hochebene von Paraná). Seine Fläche beträgt 571 km². Es liegt auf einer Höhe von 902 Metern.

### Geologie und Böden
Die Böden bestehen aus Terra Roxa, die bis zur Besiedlung mit tropischem Urwald bedeckt war.

### Vegetation
Das Biom von Manoel Ribas ist Mata Atlântica.

### Klima
Das Klima ist gemäßigt warm. Es werden hohe Niederschlagsmengen verzeichnet (1863 mm pro Jahr). Die Klimaklassifikation nach Köppen und Geiger lautet Cfa. Im Jahresdurchschnitt liegt die Temperatur bei 19,0 °C.

### Gewässer
Manoel Ribas liegt im Einzugsgebiet des Ivaí, der die östliche Grenze des Munizips darstellt. Der Rio Corumbataí bildet zusammen mit seinem rechten Nebenfluss Rio Jacutinga die westliche Grenze des Munizips. Nordwestlich des Hauptorts entspringt der Ivaí-Nebenfluss Rio da Bulha. Im Osten des Munizips fließt der Rio Munhoz zum Ivaí.

### Straßen
Manoel Ribas ist über die PRC-466 mit Pitanga im Süden und Ivaiporã im Norden verbunden. Über die PRC-487 kommt man im Osten nach Candido de Abreu.

### Terras Indígenas
Im Gebiet des Munizips liegt das nördliche Viertel der Terra Indígena Ivaí. Gemäß der Datenbank der indigenen Territorien des Instituto Socioambiental leben hier gut 1.500 Menschen vom Volk der Kaingang (Stand: 2014).
| Terra indígena | Völker   | Bewohner | Fläche (km²) | Bewohner pro km² | Kategorie      |
| -------------- | -------- | -------- | ------------ | ---------------- | -------------- |
| Ivaí           | Kaingang | 1.552    | 73,06        | 21,2             | Terra Indígena |

### Nachbarmunizipien
| Arapuã     | Ivaiporã                                    | Ariranha do Ivaí |
| Nova Tebas | Kompassrose, die auf Nachbargemeinden zeigt | Cândido de Abreu |
|            | Pitanga                                     |                  |

## Stadtverwaltung
Bürgermeister: Jose Carlos da Silva Corona, PMN (2021–2024)
Vizebürgermeister: Lindolfo Oenning, PSB (2021–2024)

## Demografie

### Bevölkerungsentwicklung
| Jahr | Einwohner | Stadt | Land |
| ---- | --------- | ----- | ---- |
| 1960 | 54.994    | 10 %  | 90 % |
| 1970 | 12.552    | 6 %   | 94 % |
| 1980 | 16.228    | 15 %  | 85 % |
| 1991 | 11.956    | 38 %  | 62 % |
| 2000 | 13.066    | 50 %  | 50 % |
| 2010 | 13.169    | 52 %  | 48 % |
| 2022 | 14.240    |       |      |

Quelle: IBGE (2011) und Volkszählung 2022

### Ethnische Zusammensetzung
| Gruppe * | 1991    | 2000    | 2010    | wer sich als …                                                                   |
| --- | ------- | ------- | ------- | -------------------------------------------------------------------------------- |
| Weiße | 80,1 %  | 75,8 %  | 62,9 %  | weiß bezeichnet                                                                  |
| Schwarze | 1,2 %   | 1,4 %   | 1,4 %   | schwarz bezeichnet                                                               |
| Gelbe | 0,0 %   | 0,0 %   | 1,3 %   | von fernöstlicher Herkunft wie japanisch, chinesisch, koreanisch etc. bezeichnet |
| Braune | 11,8 %  | 14,5 %  | 21,9 %  | braun oder als Mischung aus mehreren Gruppen bezeichnet                          |
| Indigene | 6,9 %   | 8,1 %   | 12,5 %  | Ureinwohner oder Indio bezeichnet                                                |
| ohne Angabe | 0,0 %   | 0,3 %   | 0,0 %   |                                                                                  |
| Gesamt | 100,0 % | 100,0 % | 100,0 % |                                                                                  |
| *) Das IBGE verwendet für Volkszählungen ausschließlich diese fünf Gruppen. Es verzichtet bewusst auf Erläuterungen. Die Zugehörigkeit wird vom Einwohner selbst festgelegt. |         |         |         |                                                                                  |

Quelle: IBGE (Stand: 1991, 2000 und 2010)